# Gran Premio di superbike di Magny-Cours 2017
Il Gran Premio di superbike di Magny-Cours 2017 è stata l'undicesima prova su tredici del campionato mondiale Superbike 2017, è stato disputato il 30 settembre e 1 ottobre sul circuito di Magny-Cours e in gara 1 ha visto la vittoria di Jonathan Rea davanti a Marco Melandri e Tom Sykes, la gara 2 è stata vinta da Chaz Davies che ha preceduto Alex Lowes e Michael van der Mark.
Con la vittoria ottenuta in gara 1, il pilota britannico Jonathan Rea ha ottenuto la certezza matematica del titolo con due gare di anticipo; si tratta del suo terzo successo mondiale consecutivo.
La vittoria nella gara valevole per il campionato mondiale Supersport 2017 è stata ottenuta da Niki Tuuli., mentre quella del campionato mondiale Supersport 300 è stata ottenuta da Marc García.

## Risultati

### Gara 1

#### Arrivati al traguardo
| Pos. | Nº  | Pilota               | Squadra                     | Motocicletta      | Giri | Tempo     | Griglia | Punti |
| ---- | --- | -------------------- | --------------------------- | ----------------- | ---- | --------- | ------- | ----- |
| 1º   | 1   | Jonathan Rea         | Kawasaki Racing             | Kawasaki ZX-10RR  | 21   | 40'06.523 | 1º      | 25    |
| 2º   | 33  | Marco Melandri       | Aruba.it Racing - Ducati    | Ducati Panigale R | 21   | +16.316   | 12º     | 20    |
| 3º   | 66  | Tom Sykes            | Kawasaki Racing             | Kawasaki ZX-10RR  | 21   | +16.666   | 3º      | 16    |
| 4º   | 2   | Leon Camier          | MV Agusta Reparto Corse     | MV Agusta 1000 F4 | 21   | +22.133   | 8º      | 13    |
| 5º   | 22  | Alex Lowes           | Pata Yamaha                 | Yamaha YZF R1     | 21   | +41.210   | 5º      | 11    |
| 6º   | 50  | Eugene Laverty       | Milwaukee Aprilia           | Aprilia RSV4 RF   | 21   | +1'02.101 | 9º      | 10    |
| 7º   | 36  | Leandro Mercado      | IODARacing                  | Aprilia RSV4 RF   | 21   | +1'02.281 | 2º      | 9     |
| 8º   | 34  | Davide Giugliano     | Red Bull Honda              | Honda CBR1000RR   | 21   | +1'05.775 | 6º      | 8     |
| 9º   | 60  | Michael van der Mark | Pata Yamaha                 | Yamaha YZF R1     | 21   | +1'09.271 | 10º     | 7     |
| 10º  | 7   | Chaz Davies          | Aruba.it Racing - Ducati    | Ducati Panigale R | 21   | +1'17.429 | 7º      | 6     |
| 11º  | 32  | Lorenzo Savadori     | Milwaukee Aprilia           | Aprilia RSV4 RF   | 21   | +1'30.899 | 11º     | 5     |
| 12º  | 40  | Román Ramos          | Kawasaki Go Eleven          | Kawasaki ZX-10RR  | 21   | +1'39.111 | 16º     | 4     |
| 13º  | 35  | Raffaele De Rosa     | Althea BMW Racing           | BMW S 1000 RR     | 21   | +1'40.891 | 19º     | 3     |
| 14º  | 81  | Jordi Torres         | Althea BMW Racing           | BMW S 1000 RR     | 21   | +1'54.311 | 20º     | 2     |
| 15º  | 84  | Riccardo Russo       | Pedercini Racing SC-Project | Kawasaki ZX-10RR  | 20   | +1 giro   | 13º     | 1     |
| 16º  | 37  | Ondřej Ježek         | Grillini Racing             | Kawasaki ZX-10RR  | 20   | +1 giro   | 15º     |       |
| 17º  | 121 | Alessandro Andreozzi | Guandalini Racing           | Yamaha YZF R1     | 20   | +1 giro   | 17º     |       |
| 18º  | 13  | Anthony West         | Kawasaki Puccetti Racing    | Kawasaki ZX-10RR  | 20   | +1 giro   | 14º     |       |

#### Ritirati
| Nº | Pilota       | Squadra        | Motocicletta      | Giri | Griglia |
| -- | ------------ | -------------- | ----------------- | ---- | ------- |
| 45 | Jacob Gagne  | Red Bull Honda | Honda CBR1000RR   | 19   | 18º     |
| 12 | Javier Forés | BARNI Racing   | Ducati Panigale R | 17   | 4º      |

### Gara 2

#### Arrivati al traguardo
| Pos. | Nº  | Pilota               | Squadra                     | Motocicletta      | Giri | Tempo     | Griglia | Punti |
| ---- | --- | -------------------- | --------------------------- | ----------------- | ---- | --------- | ------- | ----- |
| 1º   | 7   | Chaz Davies          | Aruba.it Racing - Ducati    | Ducati Panigale R | 21   | 34'49.679 | 7º      | 25    |
| 2º   | 22  | Alex Lowes           | Pata Yamaha                 | Yamaha YZF R1     | 21   | +3.006    | 5º      | 20    |
| 3º   | 60  | Michael van der Mark | Pata Yamaha                 | Yamaha YZF R1     | 21   | +4.556    | 10º     | 16    |
| 4º   | 12  | Javier Forés         | BARNI Racing                | Ducati Panigale R | 21   | +11.072   | 4º      | 13    |
| 5º   | 33  | Marco Melandri       | Aruba.it Racing - Ducati    | Ducati Panigale R | 21   | +16.381   | 12º     | 11    |
| 6º   | 36  | Leandro Mercado      | IODARacing                  | Aprilia RSV4 RF   | 21   | +17.684   | 2º      | 10    |
| 7º   | 66  | Tom Sykes            | Kawasaki Racing             | Kawasaki ZX-10RR  | 21   | +22.717   | 3º      | 9     |
| 8º   | 81  | Jordi Torres         | Althea BMW Racing           | BMW S 1000 RR     | 21   | +23.920   | 20º     | 8     |
| 9º   | 40  | Román Ramos          | Kawasaki Go Eleven          | Kawasaki ZX-10RR  | 21   | +25.431   | 16º     | 7     |
| 10º  | 35  | Raffaele De Rosa     | Althea BMW Racing           | BMW S 1000 RR     | 21   | +35.227   | 19º     | 6     |
| 11º  | 34  | Davide Giugliano     | Red Bull Honda              | Honda CBR1000RR   | 21   | +45.621   | 6º      | 5     |
| 12º  | 45  | Jacob Gagne          | Red Bull Honda              | Honda CBR1000RR   | 21   | +47.231   | 18º     | 4     |
| 13º  | 121 | Alessandro Andreozzi | Guandalini Racing           | Yamaha YZF R1     | 21   | +52.076   | 17º     | 3     |
| 14º  | 13  | Anthony West         | Kawasaki Puccetti Racing    | Kawasaki ZX-10RR  | 21   | +53.903   | 14º     | 2     |
| 15º  | 86  | Ayrton Badovini      | Grillini Racing             | Kawasaki ZX-10RR  | 21   | +59.610   | 21º     | 1     |
| 16º  | 84  | Riccardo Russo       | Pedercini Racing SC-Project | Kawasaki ZX-10RR  | 21   | +59.706   | 13º     |       |
| 17º  | 50  | Eugene Laverty       | Milwaukee Aprilia           | Aprilia RSV4 RF   | 20   | +1 giro   | 9º      |       |
| 18º  | 37  | Ondřej Ježek         | Grillini Racing             | Kawasaki ZX-10RR  | 19   | +2 giri   | 15º     |       |

#### Ritirati
| Nº | Pilota           | Squadra                 | Motocicletta      | Giri | Griglia |
| -- | ---------------- | ----------------------- | ----------------- | ---- | ------- |
| 32 | Lorenzo Savadori | Milwaukee Aprilia       | Aprilia RSV4 RF   | 20   | 11º     |
| 2  | Leon Camier      | MV Agusta Reparto Corse | MV Agusta 1000 F4 | 9    | 8º      |
| 1  | Jonathan Rea     | Kawasaki Racing         | Kawasaki ZX-10RR  | 2    | 1º      |

### Supersport

#### Arrivati al traguardo
| Pos. | Nº  | Pilota                | Squadra                         | Motocicletta        | Giri | Tempo     | Griglia | Punti |
| ---- | --- | --------------------- | ------------------------------- | ------------------- | ---- | --------- | ------- | ----- |
| 1º   | 66  | Niki Tuuli            | Kallio Racing                   | Yamaha YZF R6       | 19   | 32'28.952 | 1º      | 25    |
| 2º   | 64  | Federico Caricasulo   | GRT Yamaha                      | Yamaha YZF R6       | 19   | +0.875    | 4º      | 20    |
| 3º   | 99  | Patrick Jacobsen      | MV Agusta Reparto Corse         | MV Agusta F3 675    | 19   | +5.692    | 9º      | 16    |
| 4º   | 144 | Lucas Mahias          | GRT Yamaha                      | Yamaha YZF R6       | 19   | +9.433    | 12º     | 13    |
| 5º   | 16  | Jules Cluzel          | CIA Landlord Insurance Honda    | Honda CBR600RR      | 19   | +13.340   | 7º      | 11    |
| 6º   | 87  | Lorenzo Zanetti       | Factory Vamag                   | MV Agusta F3 675    | 19   | +13.452   | 21º     | 10    |
| 7º   | 65  | Michael Canducci      | 3570 Puccetti Racing FMI        | Kawasaki ZX-6R      | 19   | +13.809   | 11º     | 9     |
| 8º   | 32  | Sheridan Morais       | Kallio Racing                   | Yamaha YZF R6       | 19   | +14.216   | 2º      | 8     |
| 9º   | 111 | Kyle Smith            | GEMAR Team Lorini               | Honda CBR600RR      | 19   | +16.571   | 17º     | 7     |
| 10º  | 81  | Luke Stapleford       | Profile Racing                  | Triumph Daytona 675 | 19   | +18.057   | 20º     | 6     |
| 11º  | 78  | Hikari Ōkubo          | CIA Landlord Insurance Honda    | Honda CBR600RR      | 19   | +20.096   | 25º     | 5     |
| 12º  | 71  | Christoffer Bergman   | CIA Landlord Insurance Honda    | Honda CBR600RR      | 19   | +24.040   | 8º      | 4     |
| 13º  | 38  | Hannes Soomer         | WILSport Racedays               | Honda CBR600RR      | 19   | +26.424   | 22º     | 3     |
| 14º  | 25  | Alex Baldolini        | Race Department ATK#25          | Yamaha YZF R6       | 19   | +27.482   | 16º     | 2     |
| 15º  | 11  | Christian Gamarino    | BARDAHL EVAN BROS. Honda Racing | Honda CBR600RR      | 19   | +30.415   | 13º     | 1     |
| 16º  | 2   | Cedric Tangre         | Yohann Moto Sport               | Suzuki GSX-R600     | 19   | +39.362   | 24º     |       |
| 17º  | 47  | Rob Hartog            | Hartog - Jenik - Against Cancer | Kawasaki ZX-6R      | 19   | +40.229   | 14º     |       |
| 18º  | 35  | Stefan Hill           | Profile Racing                  | Triumph Daytona 675 | 19   | +41.281   | 18º     |       |
| 19º  | 63  | Zulfahmi Khairuddin   | Orelac Racing VerdNatura        | Kawasaki ZX-6R      | 19   | +42.115   | 19º     |       |
| 20º  | 74  | Jaimie van Sikkelerus | MVR Racing                      | Yamaha YZF R6       | 19   | +42.791   | 27º     |       |
| 21º  | 56  | Péter Sebestyén       | SSP Hungary by Pedercini Racing | Kawasaki ZX-6R      | 19   | +43.862   | 30º     |       |
| 22º  | 77  | Kyle Ryde             | Kawasaki Puccetti Racing        | Kawasaki ZX-6R      | 19   | +51.599   | 28º     |       |
| 23º  | 42  | Stéphane Frossard     | Stef Racing                     | Yamaha YZF R6       | 19   | +51.695   | 29º     |       |
| 24º  | 83  | Lachlan Epis          | Response RE Racing              | Kawasaki ZX-6R      | 19   | +51.929   | 15º     |       |

#### Ritirati
| Nº | Pilota             | Squadra                  | Motocicletta     | Giri | Griglia |
| -- | ------------------ | ------------------------ | ---------------- | ---- | ------- |
| 44 | Roberto Rolfo      | GEMAR Team Lorini        | Honda CBR600RR   | 16   | 23º     |
| 26 | Kazuki Watanabe    | Kawasaki Go Eleven       | Kawasaki ZX-6R   | 15   | 6º      |
| 61 | Alessandro Zaccone | MV Agusta Reparto Corse  | MV Agusta F3 675 | 10   | 10º     |
| 10 | Nacho Calero       | Orelac Racing VerdNatura | Kawasaki ZX-6R   | 4    | 26º     |
| 4  | Gino Rea           | Kawasaki Go Eleven       | Kawasaki ZX-6R   | 0    | 5º      |

### Supersport 300

#### Arrivati al traguardo
| Pos. | Nº  | Pilota                    | Squadra                         | Motocicletta       | Giri | Tempo     | Griglia | Punti |
| ---- | --- | ------------------------- | ------------------------------- | ------------------ | ---- | --------- | ------- | ----- |
| 1º   | 41  | Marc García               | Halcourier Racing               | Yamaha YZF-R3      | 12   | 23'49.331 | 11º     | 25    |
| 2º   | 15  | Alfonso Coppola           | SK Racing                       | Yamaha YZF-R3      | 12   | +0.273    | 10º     | 20    |
| 3º   | 6   | Robert Schotman           | GRT Yamaha WorldSSP300 Team     | Yamaha YZF-R3      | 12   | +0.646    | 4º      | 16    |
| 4º   | 88  | Mika Pérez                | WILSport Racedays               | Honda CBR500R      | 12   | +0.688    | 3º      | 13    |
| 5º   | 33  | Daniel Valle              | Halcourier Racing               | Yamaha YZF-R3      | 12   | +0.720    | 13º     | 11    |
| 6º   | 99  | Paolo Grassia             | 3ENNE#Racing - Chiodo Moto      | Honda CBR500R      | 12   | +1.668    | 2º      | 10    |
| 7º   | 25  | Borja Sánchez             | Halcourier Racing               | Yamaha YZF-R3      | 12   | +1.969    | 6º      | 9     |
| 8º   | 13  | Jacopo Facco              | SK Racing                       | Yamaha YZF-R3      | 12   | +2.171    | 9º      | 8     |
| 9º   | 75  | Scott Deroue              | MTM HS Kawasaki                 | Kawasaki Ninja 300 | 12   | +7.520    | 7º      | 7     |
| 10º  | 14  | Enzo de la Vega           | GRT Yamaha WorldSSP300 Team     | Yamaha YZF-R3      | 12   | +7.656    | 5º      | 6     |
| 11º  | 84  | Michael Carbonera         | SK Racing                       | Yamaha YZF-R3      | 12   | +21.282   | 25º     | 5     |
| 12º  | 18  | Alex Murley               | Team Toth                       | Yamaha YZF-R3      | 12   | +21.579   | 22º     | 4     |
| 13º  | 20  | Dorren Loureiro           | DS Junior Team                  | Yamaha YZF-R3      | 12   | +21.686   | 27º     | 3     |
| 14º  | 22  | Mykyta Kalinin            | Team MOTOXRACING                | Yamaha YZF-R3      | 12   | +22.303   | 26º     | 2     |
| 15º  | 53  | Valentin Grimoux          | Team Toth                       | Yamaha YZF-R3      | 12   | +22.638   | 36º     | 1     |
| 16º  | 66  | Taz Taylor                | Hel Performance - Benjan Racing | Kawasaki Ninja 300 | 12   | +22.939   | 15º     |       |
| 17º  | 27  | Filippo Rovelli           | ParkinGO DS Junior Team         | Yamaha YZF-R3      | 12   | +23.085   | 34º     |       |
| 18º  | 54  | Harun Çabuk               | Kawasaki Puccetti Racing        | Kawasaki Ninja 300 | 12   | +23.508   | 21º     |       |
| 18º  | 35  | Alex Triglia              | Scuderia Maranga Racing         | Honda CBR500R      | 12   | +24.661   | 14º     |       |
| 20º  | 2   | Ana Carrasco              | ETG Racing                      | Kawasaki Ninja 300 | 12   | +27.903   | 31º     |       |
| 21º  | 12  | Ali Adriansyah Rusmiputro | Petramina Almeria Racing Team   | Yamaha YZF-R3      | 12   | +31.629   | 35º     |       |
| 22º  | 57  | Dorian Da-Ré              | WBY Racing Team                 | Yamaha YZF-R3      | 12   | +33.044   | 18º     |       |
| 23º  | 23  | Manuel Bastianelli        | 3750 Made by CIV                | Kawasaki Ninja 300 | 12   | +41.337   | 8º      |       |
| 24º  | 87  | Angelo Licciardi          | Team Trasimeno                  | Yamaha YZF-R3      | 12   | +47.223   | 24º     |       |
| 25º  | 7   | Nicola Settimo            | Bierreti by 2R                  | Yamaha YZF-R3      | 12   | +53.338   | 28º     |       |
| 26º  | 9   | Ruben Doorakkers          | MVR Racing                      | Yamaha YZF-R3      | 12   | +1'02.244 | 30º     |       |
| 27º  | 130 | Renzo Ferreira            | Kallio Racing                   | Yamaha YZF-R3      | 12   | +1'04.441 | 37º     |       |
| 28º  | 80  | Armando Pontone           | IODA Racing                     | Yamaha YZF-R3      | 12   | +1'14.616 | 24º     |       |
| 29º  | 28  | Paolo Giacomini           | Terra e Moto                    | Yamaha YZF-R3      | 12   | +1'15.354 | 20º     |       |
| 30º  | 62  | Jared Schultz             | MTM HS Kawasaki                 | Kawasaki Ninja 300 | 12   | +1'16.851 | 33º     |       |
| 31º  | 49  | Marco Carusi              | 3579 Made in CIV                | Kawasaki Ninja 300 | 12   | +1'18.057 | 32º     |       |
| 32º  | 91  | Trystan Finocchiaro       | Bierreti By 2R                  | Yamaha YZF-R3      | 12   | +1'52.701 | 29º     |       |

#### Ritirati
| Nº  | Pilota          | Squadra                 | Motocicletta       | Giri | Griglia |
| --- | --------------- | ----------------------- | ------------------ | ---- | ------- |
| 79  | Chris Taylor    | MTM HS Kawasaki         | Kawasaki Ninja 300 | 11   | 19º     |
| 19  | Edoardo Rovelli | ParkinGO DS Junior Team | Yamaha YZF-R3      | 2    | 13º     |
| 17  | Gabriel Noderer | Scuderia Maranga Racing | Honda CBR500R      | 2    | 16º     |
| 32  | Alan Muel       | Team MOTOXRACING        | Yamaha YZF-R3      | 1    | 1º      |
| 121 | Kimi Patova     | Kallio Racing           | Yamaha YZF-R3      | 0    | 17º     |